# Éric Duboc
Pour les articles homonymes, voir Duboc.
Éric Duboc, né le 30 octobre 1960 à Neuilly-sur-Seine, est un homme politique français.

## Biographie
Éric Duboc naît le 30 octobre 1960 à Neuilly-sur-Seine, fils d'une institutrice et d'un chef d'entreprise. Il vit à Poitiers depuis 1975. Ancien élève du collège Saint-Joseph et diplômé de l'École supérieure de commerce de Poitiers, il est « jeune giscardien », animant le Mouvement des jeunes giscardiens à Poitiers de 1981 à 1984 et étant élu au Bureau politique national.

## Carrière politique et professionnelle
Il devient directeur de cabinet de Jean-Pierre Raffarin, président du conseil régional de Poitou-Charentes en 1989.
En 1993, il est élu à 32 ans face au député-sortant Jacques Santrot, maire de Poitiers, aux élections législatives. Il entre à l'Assemblée nationale où il est élu sous l'étiquette UDF, faisant partie des plus jeunes députés élus de la législature.
En 1995, il devient conseiller municipal de Poitiers sur la liste menée par le candidat RPR Jean-Yves Chamard.
Après la dissolution de 1997, il est battu par Alain Claeys (PS) (57,04% pour Alain Claeys contre 42,95 %) et entame une carrière dans le secteur privé en créant l'enseigne commerciale Vent d'Ouest. 
En 2002, il rejoint l'UMP mais quitte le parti en 2011,, déçu de ne pas voir les valeurs du centre suffisamment prises en considération,.   
En 2001, il est tête de liste « Choisir pour Buxerolles » aux élections municipales. Il est chef de l'opposition au conseil municipal de Buxerolles.   
En 2013, il participe au congrès fondateur de l'UDI et adhère au nouveau parti centriste. Il est élu membre du bureau de l'UDI de la Vienne et conseiller national du parti centriste en 2013.   
En 2014, après avoir obtenu l'investiture de l'UDI pour mener la liste municipale à Poitiers contre le maire sortant,, il est finalement candidat sous la bannière indépendante de « Notre Parti C'est Poitiers », soutenu par le Parti radical et le MoDem, l'UDI ayant choisi finalement de se rallier à la liste de l'UMP.   
Au premier tour, il obtient 10,12 % des suffrages exprimés et se retire au second tour en ne donnant pas de consigne de vote.  
En 2016, Éric Duboc s'engage en faveur de la candidature d'Emmanuel Macron à l'élection présidentielle.

## Mandats électifs
- Député de la première circonscription de la Vienne (1993-1997)
- Conseiller municipal de Poitiers (1995-2001)
- Conseiller municipal de Buxerolles (2001-2014)[13]

## Publications
- Appelez-moi Éric : Tranches de vie d'un député au travail  (préf. Jean-Pierre Raffarin), Michel Fontaine, 1997 (ISBN 978-2-904-23728-7)